# Johann Baptist Goldmeier
Johann Baptist Goldmeier (* 1781; † 9. Januar 1847 in Kissingen) war ein fränkischer Gutsbesitzer und Landwirt.

## Werdegang
Goldmeier war in Kissingen beheimatet. Als Vertreter des Untermainkreises gehörte er als Abgeordneter der Klasse V von 1825 bis 1828 der Kammer der Abgeordneten der bayerischen Ständeversammlung an.